# Andō Hirotarō

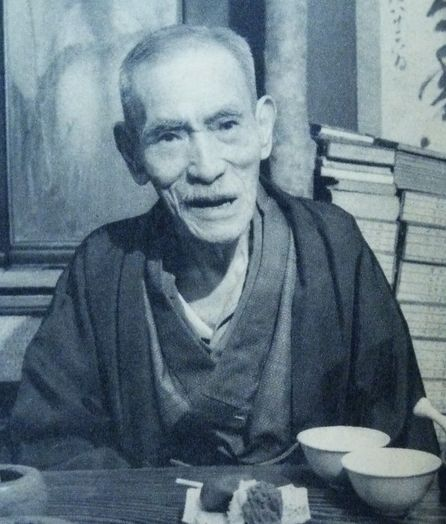
Andō, 1956

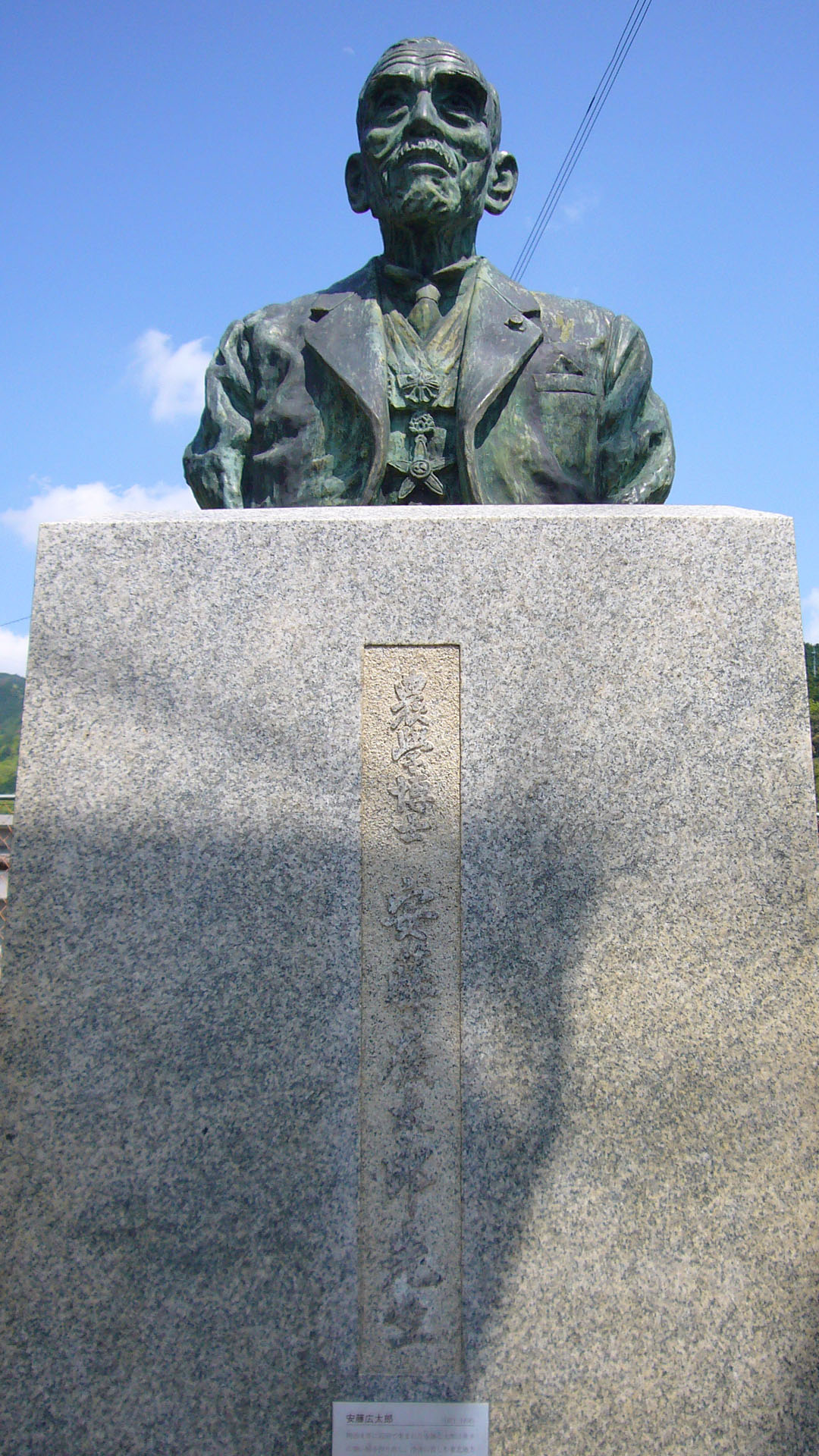
Bronzebüste

Andō Hirotarō (japanisch 安藤広太郎; geboren 15. September 1871 in Tamba (Präfektur Hyōgo); gestorben 14. Oktober 1958) war ein japanischer Agrarwissenschaftler.

## Leben und Wirken
Andō Hirotarō machte 1895 seinen Abschluss an der Agrarwissenschaftlichen Fakultät der Universität Tōkyō und begann an der Landwirtschaftlichen Versuchsanstalt (農事試験場, Nōji shiken-jo) des damaligen Ministeriums für Landwirtschaft und Handel zu arbeiten. Mit seinen Forschungen, beeinflusst vom dänischen Botaniker W. J. Johannsen, trug er wesentlich zur Verbesserung des Reisanbaus bei. Er beschäftigte sich auch mit den Schäden, die durch kaltes Wetter oder Frost entstanden. 1920 übernahm er die Leitung der Versuchsanstalt und blieb ihr Direktor für 21 Jahre. Gleichzeitig wirkte er als Professor an seiner Alma Mater und an der Universität Kyūshū.
1950 veröffentlichte Andō seine „Studien zur Geschichte des Reisanbaus im alten Japan“ (日本古代稲作史雑考, Nihon kojidai inasaku-shi zakkō).
1953 wurde Andō als Person mit besonderen kulturellen Verdiensten geehrt, 1956 wurde er mit dem Kulturorden ausgezeichnet.